# Список найдорожчих фільмів
У цьому списку містяться лише фільми, які вже випущені для широкої публіки і не містить фільми, які ще є у виробництві, на стадії постпродакшену або просто оголошені фільми. Це пояснюється тим, що ці витрати все ще можуть змінюватися у виробничому процесі.
Інфляція, техніка зйомок та зовнішні ринкові сили вплинули на економіку кіновиробництва. «Пірати Карибського моря: На дивних берегах» (Pirates of the Caribbean: On Stranger Tides) офіційно утримує рекорд з бюджетом у розмірі 378,5 мільйонів доларів.

## Найдорожчі фільми (без урахування інфляції)
| Місце | Назва українською                               | Рік  | Витрати на виробництво (оціночні) в дол. США |
| ----- | ----------------------------------------------- | ---- | -------------------------------------------- |
| 01.   | Месники: Війна нескінченності                   | 2018 | 316–400 000 000                              |
| 02.   | Ліга Справедливості                             | 2017 | 300 000 000                                  |
| 03.   | Пірати Карибського моря: На краю світу          | 2007 | 300 000                                      |
| 04.   | Повернення Супермена                            | 2006 | 270 000                                      |
| 05.   | Людина-павук 3                                  | 2007 | 258 000                                      |
| 06.   | Гаррі Поттер і Напівкровний Принц               | 2009 | 250 000                                      |
| 07.   | Аватар                                          | 2009 | 237 000                                      |
| -     | Квант милосердя                                 | 2008 | 230 000                                      |
| -     | Пірати Карибського моря: Скриня мерця           | 2006 | 225 000                                      |
| –     | Люди в чорному 3                                | 2012 | 225 000                                      |
| 09.   | Люди Ікс 3: Остання битва                       | 2006 | 210 000                                      |
| 10.   | Кінг Конг                                       | 2005 | 207 000                                      |
| 11.   | Термінатор: Спасіння                            | 2009 | 200 000                                      |
| –     | Трансформери 3: Помста полеглих                 | 2009 | 200 000                                      |
| –     | Хроніки Нарнії: Принц Каспіан                   | 2008 | 200 000                                      |
| –     | Людина-павук 2                                  | 2004 | 200 000                                      |
| –     | Титанік                                         | 1997 | 200 000                                      |
| –     | Пірати Карибського моря: На дивних берегах      | 2011 | 200 000                                      |
| 17.   | Трансформери 3: Темний бік Місяця               | 2011 | 195 000                                      |
| 18.   | Індіана Джонс і королівство кришталевого черепа | 2008 | 185 000                                      |
| –     | Троя                                            | 2004 | 185 000                                      |
| 20.   | Бетмен: Темний лицар                            | 2008 | 180 000                                      |
| –     | ВОЛЛ·І                                          | 2008 | 180 000                                      |
| –     | Золотий компас                                  | 2007 | 180 000                                      |
| 23.   | Вперед і вгору                                  | 2009 | 175 000                                      |
| –     | Еван Всемогутній                                | 2007 | 175 000                                      |
| –     | Мумія: Гробниця імператора-дракона              | 2007 | 175 000                                      |
| –     | Термінатор 3: Повстання машин                   | 2003 | 175 000                                      |
| –     | Водний світ                                     | 1995 | 175 000                                      |
| 28.   | Дикий, дикий Вест                               | 1999 | 170 000                                      |
| 29.   | Шрек III                                        | 2007 | 160 000                                      |
| –     | Посейдон                                        | 2006 | 160 000                                      |
| –     | Ван Хелсінг                                     | 2004 | 160 000                                      |
| –     | Тринадцятий воїн                                | 1999 | 160 000                                      |
| 33.   | Александр                                       | 2004 | 155 000                                      |

## Найдорожчі фільми (із урахуванням інфляції)

### За версією Forbes 2006[5]
| Місце | Назва українською                     | Рік  | Витрати на виробництво (оціночні) в дол. США |
| ----- | ------------------------------------- | ---- | -------------------------------------------- |
| 01.   | Клеопатра                             | 1963 | 290 200 000                                  |
| 02.   | Повернення Супермена                  | 2006 | 268 500 000                                  |
| 03.   | Титанік                               | 1997 | 250 200 000                                  |
| 04.   | Водний світ                           | 1995 | 231 600 000                                  |
| 05.   | Пірати Карибського моря: Скриня мерця | 2006 | 223 100 000                                  |
| 06.   | Термінатор 3: Повстання машин         | 2003 | 219 500 000                                  |
| 07.   | Людина-павук 2                        | 2004 | 212 800 000                                  |
| 08.   | Кінг Конг                             | 2005 | 212 300 000                                  |
| 09.   | Люди Ікс 3: Остання битва             | 2006 | 209 300 000                                  |
| 10.   | Дикий, дикий Вест                     | 1999 | 206 400 000                                  |
| 11.   | Швидкість 2: Контроль над круїзом     | 1997 | 201 400 000                                  |
| 12.   | Тринадцятий воїн                      | 1999 | 193 200 000                                  |
| 13.   | Троя                                  | 2004 | 186 800 000                                  |
| 14.   | Хроніки Нарнії: Лев, чаклунка та шафа | 2005 | 184 600 000                                  |
| 15.   | Полярний експрес                      | 2004 | 174 300 000                                  |
| 16.   | Армагеддон                            | 1998 | 173 100 000                                  |
| –     | Смертельна зброя 4                    | 1998 | 173 100 000                                  |
| 18.   | Ван Хелсінг                           | 2004 | 170 700 000                                  |
| 19.   | Супермен                              | 1978 | 163 900 000                                  |
| 20.   | Матриця: Перезавантаження             | 2003 | 165 000                                      |
| 21.   | Матриця: Революція                    | 2003 | 164 100 000                                  |
| –     | Господар і командир: На краю світу    | 2003 | 164 100 000                                  |
| 23.   | Ідеальний шторм                       | 2000 | 164 000                                      |
| 24.   | Александр                             | 2004 | 163 800 000                                  |
| 25.   | І цілого світу замало                 | 1999 | 161 900 000                                  |

### За версією Know Your Money 2008[6]
| Місце | Назва українською                      | Рік  | Витрати на виробництво (оціночні) в дол. США |
| ----- | -------------------------------------- | ---- | -------------------------------------------- |
| 01.   | Пірати Карибського моря: На краю світу | 2007 | 316 600 000                                  |
| 02.   | Клеопатра                              | 1963 | 314 600 000                                  |
| 03.   | Повернення Супермена                   | 2006 | 294 600 000                                  |
| 04.   | Титанік                                | 1997 | 272 600 000                                  |
| 05.   | Людина-павук 3                         | 2007 | 272 200 000                                  |
| 06.   | Водний світ                            | 1995 | 251 200 000                                  |
| 07.   | Термінатор 3: Повстання машин          | 2003 | 237 800 000                                  |
| 08.   | Кінг Конг                              | 2005 | 231 900 000                                  |
| 09.   | Людина-павук 2                         | 2004 | 231 600 000                                  |
| 10.   | Квант милосердя                        | 2008 | 230 000                                      |

## Найдорожчі європейські фільми за країною

### Найдорожчі європейські фільми за країною[7]
|     | Назва українською / Мовою оригіналу                                                | Країна                                                  | Рік  | Бюджет           |
| --- | ---------------------------------------------------------------------------------- | ------------------------------------------------------- | ---- | ---------------- |
| 01. | Незламна                                                                           | Україна / Росія                                         | 2015 | 5 млн дол. США   |
| 02. | Стомлені сонцем 2: Цитадель / Утомлённые солнцем 2: Цитадель (рос.)                | Росія                                                   | 2011 | 45 млн дол. США  |
| 03. | Астерікс на Олімпійських іграх / Astérix aux Jeux olympiques (фр.)                 | Франція                                                 | 2008 | 113 млн дол. США |
| 04. | Че / Che (ісп.)                                                                    | Іспанія / Німеччина / США                               | 2008 | 58 млн дол. США  |
| 05. | Арн: Лицар-тамплієр / Arn — Tempelriddaren (швед.)                                 | Швеція / Данія / Норвегія / Фінляндія / Німеччина       | 2007 | 30 млн дол. США  |
| 06. | Кон-Тікі / Kon-Tiki (норв.)                                                        | Норвегія / Данія / Німеччина / Швеція / Велика Британія | 2012 | ~15 млн дол. США |
| 07. | Залізне небо / Iron Sky (Eiserner Himmel) (нім.)                                   | Німеччина / Фінляндія / Австралія                       | 2012 | 10 млн дол. США  |
| 08. | Сердиті Пташки у кіно / The Angry Birds Movie (Angry Birds -elokuva) (фін.)        | Фінляндія / США                                         | 2016 | 73 млн дол. США  |
| 09. | Quo Vadis / Quo Vadis (пол.)                                                       | Польща                                                  | 2001 | 18 млн дол. США  |
| 10. | Піноккіо / Pinocchio (італ.)                                                       | Італія                                                  | 2002 | 40 млн дол. США  |
| 11. | Гаррі Поттер і Напівкровний Принц / Harry Potter and the Half-Blood Prince (англ.) | Велика Британія / США                                   | 2009 | 250 млн дол. США |
| 12. | Ближче до Місяця / Mai aproape de lună (рум.)                                      | Румунія / США                                           | 1999 | 5 млн дол. США   |
| 13. | Брестська фортеця / Берасьцейская крэпасьць (біл.)                                 | Білорусь / Росія                                        | 2010 | 4,4 млн дол. США |
| 14. | Кочівник / Көшпенділер (казах.)                                                    | Казахстан / Росія / США / Франція                       | 2005 | 40 млн дол. США  |
| 15. | Тадас Блінда. Початок / Tadas Blinda. Pradžia (лат.)                               | Литва                                                   | 2011 | ~1 млн дол. США  |
| 16. | Вартові Риги / Rīgas sargi (лат.)                                                  | Латвія                                                  | 2007 | 4 млн дол. США   |